# Hernán Delgado
Hernán Delgado Quintero (El Carate, Los Santos, 27 de octubre de 1940) es un político, empresario y abogado panameño, promotor de la Reforma Constitucional de 1983 en Panamá, Fundador de la Federación de Asociaciones Profesionales de Panamá (FEDAP). Fundador del Colegio Nacional de Periodistas en Panamá, Fundador de La Unión Latinoamericana de Abogados (ULDA), Fundador del Movimiento de Abogados Gremialistas (MAG), Vicepresidente del Primer Congreso en Panamá de la Unión Iberoamericana de Colegios y Agrupaciones de Abogados (UIBA), con sede en Madrid, España.

## Biografía
Está casado con la escritora y profesora Irene de Delgado, con quien tiene cuatro hijos: José Hernán Delgado, Ana Irene Delgado, Alejandra Irene Delgado y Jorge Hernán Delgado.
Es egresado de la Facultad de Derecho y Ciencias Políticas de la Universidad de Panamá y realizó cursos de derecho en la Universidad de Houston, Texas, Estados Unidos. Fue asesor legal de la presidencia de la República de Panamá en 1968.
Fue elegido diputado a la Asamblea Nacional de Panamá dos veces. Primero en representación del partido político Vanguardia Moral de la Patria, entre 2009 y 2014. Después fue elegido diputado representante del circuito 8-4, Chepo, Chimán, Taboga y Balboa, en representación de Cambio Democrático (CD), para el periodo 2019 - 2024.
Fue el fundador y funge como presidente de la firma de abogados Solís, Endara, Delgado y Guevara, con sede en Panamá y Londres. Creó el despacho junto al jurista Galileo Solís, ex canciller de la República de Panamá y Guillermo Endara Galimany, expresidente de Panamá.